# ВІТ Джорджія
ВІТ Джо́ржія (груз. ვიტ ჯორჯია) — грузинський футбольний клуб з Тбілісі.
Спонсором клубу є компанія «WIT Georgia Ltd» (дочірня американської компанії «WIT Inc.»), що виготовляє корми для тварин, аксесуари та займається імпортом ветеринарних лікарських препаратів. ВІТ (WIT) розшифровується як World Innovation Technologies (Світові інноваційні технології).

## Попередні назви
- «Моркіналі» (1968—1997)
- ВІТ «Джорджія» (з 1998)

## Досягнення
- Чемпіон Грузії (2): 2003-04, 2008-09.
- Володар кубка Грузії: 2010
- Володар суперкубка: 2009

## Єврокубки
| Сезон   | Турнір              | Раунд | Країна            | Команда              | Вдома     | На виїзді | Загальний рахунок |
| ------- | ------------------- | ----- | ----------------- | -------------------- | --------- | --------- | ----------------- |
| 2000-01 | Кубок УЄФА          | 1     | Ізраїль           | Бейтар (Єрусалим)    | 0-3       | 1-1       | 1-4               |
| 2004-05 | Ліга чемпіонів УЄФА | 1     | Фарерські острови | ГБ Торсгавн          | 5-0       | 3-0       | 5-3               |
| 2004-05 | Ліга чемпіонів УЄФА | 2     | Польща            | Вісла (Краків)       | 2-8       | 3-0       | 2-11              |
| 2007-08 | Кубок УЄФА          | 1     | Словаччина        | Артмедія (Петржалка) | 0-2       | 1-2       | 2-3               |
| 2008-09 | Кубок УЄФА          | 1     | Словаччина        | Спартак (Трнава)     | 2-2       | 0-1       | 3-2               |
| 2008-09 | Кубок УЄФА          | 2     | Австрія           | Аустрія              | скасовано | 2-0       | 0-2               |
| 2009-10 | Ліга чемпіонів УЄФА | 1     | Словенія          | Марібор              | 0-0       | 3-1       | 1-3               |
| 2010-11 | Ліга Європи УЄФА    | 2     | Чехія             | Банік                |           |           |                   |